# Nikolaj Tjajkovskij
Nikolaj Vasiljevitj Tjajkovskij (ryska: Николай Васильевич Чайковский),  född 7 januari 1851 (gamla stilen: 26 december 1850) i Vjatka, död 30 april 1926 i London, var en rysk revolutionär.
Tjajkovskij var i början av 1870-talet ledare för studentverksamhet för folkbildning bland Sankt Petersburgs arbetare och för socialism på nationell grund. Han levde sedan 30 år i landsflykt i London, återkom till Ryssland och arbetade för kooperativa föreningar. Då 1918 en republik bildades i Archangelsk i strid mot bolsjevikerna i Nordryssland, utsågs han till dennas president. Då Archangelskregeringens ställning 1919 blev ohållbar återvände han till London och sysselsatte sig där med att skriva sina memoarer.